# Cypella pusilla
Cypella pusilla är en irisväxtart som först beskrevs av Heinrich Friedrich Link och Christoph Friedrich Otto, och fick sitt nu gällande namn av George Bentham, Joseph Dalton Hooker och Benjamin Daydon Jackson. Cypella pusilla ingår i släktet Cypella, och familjen irisväxter. Inga underarter finns listade i Catalogue of Life.